# Монтенеро-ди-Бизачча
Монтене́ро-ди-Биза́чча (итал. Montenero di Bisaccia) —  коммуна в Италии, располагается в области Молизе, в провинции Кампобассо.
Население коммуны составляет, 01.01.2023 года, 6174 человека, плотность населения ─ 66,16 чел./км². Занимает площадь 93,31 км². Почтовый индекс — 86036. Телефонный код — 0875.
Покровителем коммуны почитается святой апостол Матфей, празднование 21 сентября.

## Население
Динамика населения:

## Известные уроженцы
- Антонио ди Пьетро ─ итальянский юрист, политик, инициатор операции «Чистые руки»[2]
- Дардано Сакетти ─ итальянский киносценарист[3]